# Japan Golf Tour 2009
De Japan Golf Tour werd in 1973 opgericht.
De Tour heeft zijn eigen majors:
- Japan PGA Championship sinds 1926
- Japan Open Golf Championship sinds 1927
- Golf Nippon Series JT Cup sinds 1963
- Japan Golf Tour Championship sinds 2000

## Schema 2009
De World Golf Championships zijn ook opgenomen, evenals de vier Majors.

Opvallend in 2009 was Ryo Ishikawa, die in september 18 jaar werd en dit jaar vier toernooien won.
| Week | Toernooinaam                                     | Baan                                    | Plaats        | Winnaar 2009      |
| ---- | ------------------------------------------------ | --------------------------------------- | ------------- | ----------------- |
| 9    | WGC - Accenture                                  | Ritz-Carlton Golf Club                  | Arizona, VS   | Geoff Ogilvy      |
| 11   | WGC - CA                                         | Doral Golf Resort & Spa                 | Miami, Fa, VS | Phil Mickelson    |
| 15   | The Masters Tournament                           | Augusta                                 | Georgia, VS   | Ángel Cabrera     |
| 16   | Token Homemate Cup                               | Token Tado Country Club , Nagoya        | Mie           | Koumei Oda        |
| 17   | Tsuruya Open                                     | Yamanohara Golf Club                    | Hyogo         | Masaya Tomida     |
| 18   | The Crowns                                       | Nagoya Golf Club Wago Course            | Aichi         | Tetsuji Hiratsuka |
| 22   | Diamond Cup Golf                                 | Oarai Golf Club                         | Ibaraki       | Takashi Kanemoto  |
| 23   | Japan Golf Tour Championship                     | Shishido Hills Country Club             | Ibaraki       | Yuji Igarashi     |
| 24   | Japan PGA Championship Nissin Cupnoodle Cup      | Passage Kinkai Island Golf Club         | Nagasaki      | Yuta Ikeda        |
| 25   | US Open                                          | Bethpage State Park                     |               | Lucas Glover      |
| 26   | Gate Way To The Open Mizuno Open Yomiuri Classic | Yomiuri Country Club                    | Hyogo         | Ryo Ishikawa      |
| 29   | Brits Open                                       | Turnberry                               | Schotland     | Stewart Cink      |
| 30   | Nagashima Shigeo INVITATIONAL SEGA SAMMY Cup     | The North Country Golf Club             | Hokkaido      | Hiroyuki Fujita   |
| 31   | Sun Chlorella Classic                            | Otaru Country Club                      | Hokkaido      | Ryo Ishikawa      |
| 32   | WGC - Bridgestone Invitational                   | Firestone CC                            | Akron, Ohio   | Tiger Woods       |
| 33   | PGA Championship                                 | Whistling Straits                       |               | Y E Yang          |
| 34   | Kansai Open Golf Championship                    | Takarazuka Golf Club New Course         | Hyogo         | Hiroyuki Fujita   |
| 35   | Vana H Cup KBC Augusta                           | Keya Golf Club                          | Fukuoka       | Yuta Ikeda        |
| 36   | Fujisankei Classic                               | Fujizakura Country Club                 | Yamanashi     | Ryo Ishikawa      |
| 38   | ANA Open                                         | Sapporo Golf Club Wattsu Course         | Hokkaido      | Toru Taniguchi    |
| 38   | Asia-Pacific Panasonic Open                      | Jyoyo Country Club East&West Course     | Kyoto         | Daisuke Maruyama  |
| 39   | Coca-Cola Tokai Classic                          | Miyoshi Country Club West Course        | Aichi         | Ryo Ishikawa      |
| 41   | Canon Open                                       | Totsuka Country Club                    | Kanagawa      | Yuta Ikeda        |
| 42   | Japan Open Golf Championship                     | Musashi Country Club Toyooka Course     | Saitama       | Ryuichi Oda       |
| 43   | Bridgestone Open                                 | Sodegaura Country Club Sodegaura Course | Chiba         | Yuta Ikeda        |
| 44   | Mynavi ABC Championship                          | ABC Golf Club                           | Hyogo         | Toru Suzuki       |
| 45   | WGC - HSBC Champions                             | Sheshan International GC                | Shanghai      | Phil Mickelson    |
| 46   | Mitsui Sumitomo VISA Taiheiyo Masters            | Taiheiyo Club Gotemba Course            | Shizuoka      | Yasuharu Imano    |
| 47   | Dunlop Phoenix                                   | Phoenix Country Club                    | Miyazaki      | Edoardo Molinari  |
| 48   | Casio World Open                                 | Kochi Kuroshio Country Club             | Kochi         | Koumei Oda        |
| 49   | Golf Nippon Series JT Cup                        | Tokyo Yomiuri Country Club              | Tokio         | Shigeki Maruyama  |